# 棱果芥属
棱果芥属（学名：Syrenia）是十字花科下的一个属。该属共有4－5种，分布于欧洲及亚洲。